# NGC 6260
NGC 6260 في الفهرس العام الجديد، هي مجرة، تقع في كوكبة التنين. اكتشفت في 5 أغسطس 1886 بواسطة لويس سويفت.

## روابط خارجية
- NGC 6260 على موقع ويكي سكاي: DSS2, SDSS, GALEX, IRAS, Hydrogen α, X-Ray, Astrophoto, Sky Map, Articles and images